# فيفي عبده
فيفي عبده (26 أبريل 1953 -)، راقصة شرقية وممثلة مصرية.

## حياتها
وُلدتْ في حي شعبي يسمى إمبابة في محافظة الجيزة لأب يعمل صول شرطة، لم تكمل تعليمها ولكن إستطاعت تعلم بعض الشيء من القراءة والكتابة. بدأت حياتها راقصة فنون شعبية بفرقة عاكف، وقد هربت من أهلها حين عارضوا فكرة عملها في مجال الرقص. تزوجت في عام 1975 من رجل أعمال يدعى «كمال مجاهد» وأنجبا ابنتهما عزة، وبعد انفصالها عنه، تزوجت عدة مرات. وفي عام 1987، تزوجت زوجها الحالي رجل الأعمال الفلسطيني «محمد الديراوي»، وأنجبت منه أبنتها «هنادي».

### بدايتها
ظهرت للمرة الأولى في السينما بأدوار صغيرة وكان أول عمل فني فعلي لها في فيلم من عظماء الإسلام عام 1970، ثم توالت أدوارها في السينما كما الرقص الشرقي. وفي السنوات الأخيرة توالى ظهورها كبطلة مسلسلات تلفزيونية.

### أدوارها
اقتبست عدة أدوار فكانت شريرة في بعضها وطيبة في بعضها الآخر، مثل أفلام زنقة الستات، امراة وخمسة رجال، كما ظهرت في فيلم وزير في الجبس مع الفنان صلاح ذو الفقار وفيلم امرأة واحدة لاتكفي مع الفنان أحمد زكي والفنانة يسرا وغيرها العديد من الأعمال الأخرى.

### اختيارها أمًا مثالية
في 16 مارس 2014 كرمها نادي الطيران في مصر بعد أن اخْتِيرتْ أمًا مثالية لعام 2014 خلال الاحتفال السنوي الذي يقيمه النادي بشكل دوري للأمهات المثاليات من أعضاء النادي.

## أعمالها الفنية

### المسرحيات
- 1979: شباب امرأة.[5]
- 1990: اخطف واجري
- 1994: حزمني يا
- 1997: قشطة وعسل
- 2001: ادلعي يا دوسة
- 2005: شهر عسل بصل - عرضت في الكويت
- 2016: حارة العوالم
- 2019: ينانوة جليعة- عرضت في الكويت

### المسلسلات
- 1972: الخماسين
- 1992: وما زال النيل يجري
- 1993: الآنسة كاف
- 2003: الحقيقة والسراب
- 2005: طائر الحب
- 2005: الست أصيلة
- 2006: سوق الخضار
- 2007: أزهار
- 2008: قمر
- 2010: طوق نجاة
- 2011: كيد النسا
- 2012: كيد النسا 2
- 2015: يا أنا يا إنتي
- 2015: مولد وصاحبه غايب
- 2018: واكلينها والعة (سبع صنايع)
- 2019: مملكة الغجر
- 2022: شغل عالي
- 2025: العتاولة 2

### الأفلام
- 1970: من عظماء الإسلام
- 1971: لست مستهترة
- 1972: مكان للحب
- 1972: الخوف
- 1973: السلم الخلفي
- 1975: بائعة الحب
- 1975: ممنوع في ليلة الدخلة
- 1976: الحساب يا مدموزيل
- 1976: جواز على الهوا
- 1976: الرسالة
- 1977: مع حبي وأشواقي
- 1977: الزوج المحترم
- 1978: ضاع العمر يا ولدي
- 1981: دماء على الثوب الوردي
- 1982: من يطفئ النار
- 1982: حسن بيه الغلبان
- 1984: قمر الليل
- 1985: تل العقارب
- 1986: الصبر في الملاحات
- 1989: حكاية لها العجب
- 1990: مولد وصاحبة غايب
- 1990: النيابة تطلب البراءة
- 1990: امرأة واحدة لا تكفي
- 1991: المزاج
- 1991: نور العيون
- 1991: نساء صعاليك
- 1991: القاتلة
- 1991: الفرقة 12
- 1992: الستات
- 1992: جحيم امراة
- 1992: المشاغبون في البحرية
- 1992: اثنان ضد القانون
- 1993: الثعالب
- 1993: مجانينو
- 1993: وزير في الجبس
- 1994: الراية حمرا
- 1994: ليلة القتل
- 1994: قدارة
- 1994: الصاغة
- 1995: ضربة جزاء
- 1996: الغجر
- 1997: امرأة وخمسة رجال
- 2000: زنقة الستات
- 2000: يمين طلاق
- 2012: مهمة في فيلم قديم

### تقديم البرامج
- 2004: سلام مربع على قناة إيه آر تي أفلام 2 [6]
- 2014: أحلى مسا ، على قناة إم بي سي مصر
- 2015: خمسة مووواه، على قناة تن
- 2018: لمة العيلة على قناة النهار
- 2020: خلي بالك من فيفي على إم بي سي مصر

## وصلات خارجية
- فيفي عبده على موقع IMDb (الإنجليزية)
- فيفي عبده على موقع الدهليز
- فيفي عبده على موقع قاعدة بيانات الأفلام العربية
- فيفي عبده على موقع قاعدة بيانات الفيلم (الإنجليزية)